# Danh sách đĩa nhạc của GFriend
Nhóm nhạc nữ Hàn Quốc GFriend đã phát hành 4 album phòng thu, 1 album tổng hợp, 10 mini album, 1 album tái phát hành và 19 đĩa đơn.

## Album

### Album phòng thu
| Tên                                                                                                 | Chi tiết                                                                                           | Vị trí cao nhất | Vị trí cao nhất | Vị trí cao nhất | Vị trí cao nhất | Doanh số                   |
| Tên                                                                                                 | Chi tiết                                                                                           | KOR             | JPN             | JPN Hot.        | US World        | Doanh số                   |
| --------------------------------------------------------------------------------------------------- | -------------------------------------------------------------------------------------------------- | --------------- | --------------- | --------------- | --------------- | -------------------------- |
| LOL                                                                                                 | - Phát hành: 11 tháng 7, 2016 (KOR) - Hãng đĩa: Source Music - Định dạng: CD, tải kỹ thuật số, SMC | 3               | 55              | —               | 7               | - KOR: 78,348 - JPN: 3,088 |
| Time for Us                                                                                         | - Phát hành: 14 tháng 1, 2019 (KOR) - Hãng đĩa: Source Music - Định dạng: CD, tải kỹ thuật số      | 2               | 55              | —               | 12              | - KOR: 96,024 - JPN: 2,019 |
| Fallin' Light                                                                                       | - Phát hành: 13 tháng 11, 2019 (JPN) - Hãng đĩa: King Records - Định dạng: CD, tải kỹ thuật số     | —               | 7               | 11              | —               | - KOR: 347 - JPN: 6,753    |
| 回:Walpurgis Night                                                                                  | - Phát hành: 9 tháng 11, 2020 (KOR) - Hãng đĩa: Source Music - Định dạng: CD, tải kỹ thuật số      | 3               | 84              | —               | —               | - KOR: 68,714 - JPN: 1,042 |
| "—" biểu thị cho bản phát hành không có trong bảng xếp hạng hoặc không được phát hành ở khu vực đó. | |                 |                 |                 |                 |                            |

### Album tổng hợp
| Tên                                        | Chi tiết                                                                                      | Vị trí cao nhất | Vị trí cao nhất | Doanh số      |
| Tên                                        | Chi tiết                                                                                      | JPN             | JPN Hot         | Doanh số      |
| ------------------------------------------ | --------------------------------------------------------------------------------------------- | --------------- | --------------- | ------------- |
| Kyō Kara Watashitachi wa: GFriend 1st Best | - Phát hành: 23 tháng 5, 2018 (JPN) - Hãng đĩa: King Records - Định dạng: CD, tải kỹ thuật số | 10              | 10              | - JPN: 14,736 |

### Album tái phát hành
| Tên     | Chi tiết                                                                                      | Vị trí cao nhất | Vị trí cao nhất | Doanh số                   |
| Tên     | Chi tiết                                                                                      | KOR             | JPN             | Doanh số                   |
| ------- | --------------------------------------------------------------------------------------------- | --------------- | --------------- | -------------------------- |
| Rainbow | - Phát hành: 13 tháng 9, 2017 (KOR) - Hãng đĩa: Source Music - Định dạng: CD, tải kỹ thuật số | 2               | 120             | - KOR: 41,675 - JPN: 1,973 |

## Mini album
| Tên                                                                                                 | Chi tiết                                                                                           | Vị trí cao nhất | Vị trí cao nhất | Vị trí cao nhất | Doanh số                   |
| Tên                                                                                                 | Chi tiết                                                                                           | KOR             | JPN             | US World        | Doanh số                   |
| --------------------------------------------------------------------------------------------------- | -------------------------------------------------------------------------------------------------- | --------------- | --------------- | --------------- | -------------------------- |
| Season of Glass                                                                                     | - Phát hành: 15 tháng 1, 2015 (KOR) - Hãng đĩa: Source Music - Định dạng: CD, tải kỹ thuật số, SMC | 9               | —               | —               | - KOR: 21,930              |
| Flower Bud                                                                                          | - Phát hành: 23 tháng 7, 2015 (KOR) - Hãng đĩa: Source Music - Định dạng: CD, tải kỹ thuật số      | 6               | —               | —               | - KOR: 28,281              |
| Snowflake                                                                                           | - Phát hành: 25 tháng 1, 2016 (KOR) - Hãng đĩa: Source Music - Định dạng: CD, tải kỹ thuật số, SMC | 2               | 195             | 10              | - KOR: 42,998 - JPN: 2,211 |
| The Awakening                                                                                       | - Phát hành: 6 tháng 3, 2017 (KOR) - Hãng đĩa: Source Music - Định dạng: CD, tải kỹ thuật số       | 1               | 89              | 5               | - KOR: 75,363 - JPN: 1,493 |
| Parallel                                                                                            | - Phát hành: 1 tháng 8, 2017 (KOR) - Hãng đĩa: Source Music - Định dạng: CD, tải kỹ thuật số, SMC  | 3               | 105             | 10              | - KOR: 62,781 - JPN: 1,973 |
| Time for the Moon Night                                                                             | - Phát hành: 30 tháng 4, 2018 (KOR) - Hãng đĩa: Source Music - Định dạng: CD, tải kỹ thuật số, SMC | 1               | 63              | 6               | - KOR: 88,361 - JPN: 1,170 |
| Sunny Summer                                                                                        | - Phát hành: 19 tháng 7, 2018 (KOR) - Hãng đĩa: Source Music - Định dạng: CD, tải kỹ thuật số, SMC | 2               | 112             | 13              | - KOR: 57,239 - JPN: 1,159 |
| Fever Season                                                                                        | - Phát hành: 1 tháng 7, 2019 (KOR) - Hãng đĩa: Source Music - Định dạng: CD, tải kỹ thuật số       | 1               | 73              | 10              | - KOR: 82,389              |
| 回:Labyrinth                                                                                        | - Phát hành: 3 tháng 2, 2020 (KOR) - Hãng đĩa: Source Music - Định dạng: CD, tải kỹ thuật số       | 1               | 43              | —               | - KOR: 82,533 - JPN: 998   |
| 回:Song of the Sirens                                                                               | - Phát hành: 13 tháng 7, 2020 (KOR) - Hãng đĩa: Source Music - Định dạng: CD, tải kỹ thuật số      | 3               | 42              | 2               | - KOR: 89,405 - JPN: 748   |
| "—" biểu thị cho bản phát hành không có trong bảng xếp hạng hoặc không được phát hành ở khu vực đó. | |                 |                 |                 |                            |

## Đĩa đơn
| Tên                                                                                                 | Năm  | Vị trí cao nhất | Vị trí cao nhất | Vị trí cao nhất | Vị trí cao nhất | Vị trí cao nhất | Vị trí cao nhất | Vị trí cao nhất | Doanh số (lượt tải)    | Album                          |
| Tên                                                                                                 | Năm  | KOR             | KOR Hot         | JPN             | JPN Hot         | MLY             | SGP             | US World        | Doanh số (lượt tải)    | Album                          |
| --------------------------------------------------------------------------------------------------- | ---- | --------------- | --------------- | --------------- | --------------- | --------------- | --------------- | --------------- | ---------------------- | ------------------------------ |
| "Glass Bead" (유리구슬)                                                                             | 2015 | 25              | —               | —               | —               | —               | —               | —               | - KOR: 1,025,731       | Season of Glass                |
| "Me Gustas Tu" (오늘부터 우리는)                                                                    | 2015 | 8               | —               | —               | —               | —               | —               | —               | - KOR: 2,500,000       | Flower Bud và GFriend 1st Best |
| "Rough" (시간을 달려서)                                                                             | 2016 | 1               | —               | —               | —               | —               | —               | —               | - KOR: 2,500,000       | Snowflake                      |
| "Navillera" (너 그리고 나)                                                                          | 2016 | 1               | —               | —               | —               | —               | —               | 12              | - KOR: 1,195,154       | LOL                            |
| "Fingertip"                                                                                         | 2017 | 2               | 56              | —               | —               | —               | —               | 13              | - KOR: 576,801         | The Awakening                  |
| "Love Whisper" (귀를 기울이면)                                                                      | 2017 | 2               | 13              | —               | —               | —               | —               | —               | - KOR: 557,278         | Parallel                       |
| "Summer Rain" (여름비)                                                                              | 2017 | 11              | 21              | —               | —               | —               | —               | —               | - KOR: 195,196         | Rainbow                        |
| "Time for the Moon Night" (밤)                                                                      | 2018 | 2               | 3               | —               | —               | —               | —               | 17              | —                      | Time for the Moon Night        |
| "Sunny Summer" (여름여름해)                                                                         | 2018 | 11              | 10              | —               | —               | —               | —               | —               | —                      | Sunny Summer                   |
| "Memoria"                                                                                           | 2018 | —               | —               | 6               | 13              | —               | —               | —               | - JPN: 17,593 (vật lý) | Fallin' Light                  |
| "Sunrise" (해야)                                                                                    | 2019 | 12              | 10              | 11              | 50              | —               | —               | 25              | - JPN: 13,491 (vật lý) | Time for Us và Fallin' Light   |
| "Flower"                                                                                            | 2019 | —               | —               | 9               | 35              | —               | —               | —               | - JPN: 11,053 (vật lý) | Fallin' Light                  |
| "Fever" (열대야)                                                                                    | 2019 | 27              | 13              | —               | —               | —               | —               | —               | —                      | Fever Season                   |
| "Fallin' Light" (天使の梯子)                                                                        | 2019 | —               | —               | —               | —               | —               | —               | —               | —                      | Fallin' Light                  |
| "Crossroads" (교차로)                                                                               | 2020 | 32              | 20              | —               | —               | —               | —               | —               | —                      | 回:Labyrinth                   |
| "Apple"                                                                                             | 2020 | 54              | 41              | —               | —               | —               | —               | —               | —                      | 回:Song of the Sirens          |
| "Mago"                                                                                              | 2020 | 42              | 35              | —               | —               | 18              | 18              | 16              | —                      | 回:Walpurgis Night             |
| "—" biểu thị cho bản phát hành không có trong bảng xếp hạng hoặc không được phát hành ở khu vực đó. |      |                 |                 |                 |                 |                 |                 |                 |                        |                                |

## Nhạc phim
| Tên                                                                                                 | Năm  | Vị trí cao nhất | Doanh số (lượt tải) | Album                               |
| Tên                                                                                                 | Năm  | KOR             | Doanh số (lượt tải) | Album                               |
| --------------------------------------------------------------------------------------------------- | ---- | --------------- | ------------------- | ----------------------------------- |
| "Letter in My Pocket"                                                                               | 2016 | —               | —                   | Pokemon the Movie XY&Z OST          |
| "Wanna Be"                                                                                          | 2018 | —               | —                   | What's Wrong with Secretary Kim OST |
| "ZZAN" (짠)                                                                                         | 2019 | —               | —                   | Just One Bite Season 2 OST          |
| "—" biểu thị cho bản phát hành không có trong bảng xếp hạng hoặc không được phát hành ở khu vực đó. |      |                 |                     |                                     |

## Hợp tác
| Tên                               | Năm  | Vị trí cao nhất | Doanh số (lượt tải)   | Album                        |
| Tên                               | Năm  | JPN             | Doanh số (lượt tải)   | Album                        |
| --------------------------------- | ---- | --------------- | --------------------- | ---------------------------- |
| "Oh Difficult" (với Sonar Pocket) | 2019 | 13              | - JPN: 3,908 (vật lý) | Đĩa đơn không có trong album |

## Bài hát được xếp hạng khác
| Tên                                                                                                 | Năm  | Vị trí cao nhất | Vị trí cao nhất | Doanh số (lượt tải) | Album                 |
| Tên                                                                                                 | Năm  | KOR             | KOR Hot         | Doanh số (lượt tải) | Album                 |
| --------------------------------------------------------------------------------------------------- | ---- | --------------- | --------------- | ------------------- | --------------------- |
| "Luv Star" (사랑별)                                                                                 | 2016 | 52              | —               | - KOR: 72,598       | Snowflake             |
| "Trust"                                                                                             | 2016 | 53              | —               | - KOR: 51,466       | Snowflake             |
| "Say My Name" (내 이름을 불러줘)                                                                    | 2016 | 72              | —               | - KOR: 51,728       | Snowflake             |
| "Someday" (그런 날엔)                                                                               | 2016 | 75              | —               | - KOR: 40,563       | Snowflake             |
| "Fall in Love" (물들어요)                                                                           | 2016 | 55              | —               | - KOR: 55,037       | LOL                   |
| "LOL"                                                                                               | 2016 | 80              | —               | - KOR: 43,237       | LOL                   |
| "Mermaid"                                                                                           | 2016 | 83              | —               | - KOR: 40,432       | LOL                   |
| "Gone with the Wind" (바람에 날려)                                                                  | 2016 | 87              | —               | - KOR: 42,950       | LOL                   |
| "Hear The Wind Sing" (바람의 노래)                                                                  | 2017 | 34              | —               | - KOR: 41,809       | The Awakening         |
| "Rain In The Spring Time" (봄비)                                                                    | 2017 | 94              | —               | - KOR: 21,003       | The Awakening         |
| "Please Save My Earth" (나의 지구를 지켜줘)                                                         | 2017 | 99              | —               | - KOR: 20,156       | The Awakening         |
| "One Half" (이분의 일 1/2)                                                                          | 2017 | 52              | —               | - KOR: 36,196       | Parallel              |
| "Ave Maria" (두 손을 모아)                                                                          | 2017 | 72              | —               | - KOR: 31,212       | Parallel              |
| "Rainbow"                                                                                           | 2017 | 86              | —               | - KOR: 21,688       | Rainbow               |
| "Labyrinth"                                                                                         | 2020 | —               | 99              | —                   | 回:Labyrinth          |
| "Eclipse" (지금 만나러 갑니다)                                                                      | 2020 | —               | 86              | —                   | 回:Labyrinth          |
| "Eye of the Storm" (눈의 시간)                                                                      | 2020 | —               | 92              | —                   | 回:Song of the Sirens |
| "—" biểu thị cho bản phát hành không có trong bảng xếp hạng hoặc không được phát hành ở khu vực đó. |      |                 |                 |                     |                       |

## Video âm nhạc
| Tên                                                      | Năm  | Đạo diễn               | Nguồn  |
| -------------------------------------------------------- | ---- | ---------------------- | ------ |
| "Glass Bead" (유리구슬)                                  | 2015 | Hong Won-ki (Zanybros) | [ 63 ] |
| "Me Gustas Tu" (오늘부터 우리는)                         | 2015 | Hong Won-ki (Zanybros) | —      |
| "Rough" (시간을 달려서)                                  | 2016 | Hong Won-ki (Zanybros) | [ 64 ] |
| "Wave" (파도)                                            | 2016 | Hong Won-ki (Zanybros) | [ 65 ] |
| "Navillera" (너 그리고 나)                               | 2016 | Oui Kim (GDW)          | [ 66 ] |
| "Fingertip"                                              | 2017 | Hong Won-ki (Zanybros) | [ 67 ] |
| "Love Whisper" (귀를 기울이면)                           | 2017 | Hong Won-ki (Zanybros) | [ 68 ] |
| "Summer Rain" (여름비)                                   | 2017 | Hong Won-ki (Zanybros) | [ 69 ] |
| "Time for the Moon Night" (밤)                           | 2018 | Edie Ko                | [ 70 ] |
| "Me Gustas Tu" (今日から私たちは) (phiên bản tiếng Nhật) | 2018 | Hong Won-ki (Zanybros) | —      |
| "Sunny Summer" (여름여름해)                              | 2018 | Edie Ko                | [ 71 ] |
| "Memoria"                                                | 2018 | Hong Won-ki (Zanybros) | [ 72 ] |
| "Sunrise" (해야)                                         | 2019 | Vikings League         | [ 73 ] |
| "Sunrise" (phiên bản tiếng Nhật)                         | 2019 | Vikings League         | [ 73 ] |
| "Flower"                                                 | 2019 | Hong Won-ki (Zanybros) | —      |
| "Fever" (열대야)                                         | 2019 | Hong Won-ki (Zanybros) | [ 74 ] |
| "Fallin' Light" (天使の梯子)                             | 2019 | Zanybros               | [ 75 ] |
| "Crossroads" (교차로)                                    | 2020 | Edie Ko                | [ 76 ] |
| "Apple"                                                  | 2020 | Guzza (Lumpens)        | [ 77 ] |
| "Mago"                                                   | 2020 | Guzza (Lumpens)        | [ 78 ] |